# جيلبرتو ريبيرو غونكالفز
جيلبرتو ريبيرو غونكالفز (بالبرتغالية: Gilberto Ribeiro Gonçalves‏) (مواليد 13 سبتمبر 1980) هو لاعب كرة قدم. يلعب مع منتخب البرازيل لكرة القدم منذ عام 2003.

## وصلات خارجية
- جيلبرتو ريبيرو غونكالفز على موقع رابطة كرة القدم اليابانية للمحترفين (اليابانية)
- جيلبرتو ريبيرو غونكالفز على موقع قاعدة بيانات كرة القدم.إي يو (الإنجليزية)
- جيلبرتو ريبيرو غونكالفز على موقع ناشيونال فوتبول تيمز (الإنجليزية)
- جيلبرتو ريبيرو غونكالفز على موقع Soccerway.com (الإنجليزية)
- جيلبرتو ريبيرو غونكالفز على موقع عالم كرة القدم.نت (الإنجليزية)

- National Football Teams